# Politique fiscale
 (juin 2018).
La politique fiscale est l'ensemble des décisions prises par les pouvoirs publics ou une entreprise privée en matière de fiscalité. Pour les pouvoirs publics, elle vise à modifier le droit fiscal en fonctions d'objectifs déterminés. Pour une entreprise, il s'agit de s'adapter à la fiscalité du pays dans laquelle elle est implantée, afin de l'optimiser ou l'éviter.

## Politique fiscale des États

### Objectifs
Les recettes fiscales constituent la principale ressource des États. La politique fiscale a donc pour objectif initial de garantir les rentrées budgétaires minimales. Mais dès lors que la pérennité financière de l'État est assurée, il a été attribué d'autres objectifs à la politique fiscale.
Elle est utilisée pour satisfaire aux trois fonctions de l'État définies par Richard Musgrave :
- l'État peut chercher à réguler l'activité économique en modulant le niveau des prélèvements obligatoires ;
- l'État peut mettre en œuvre des incitations fiscales pour influer sur l'allocation des ressources ;
- l'État peut rechercher une redistribution des revenus en ajustant l'impôt aux ressources des contribuables, selon l'effet recherché.

### Description
La politique fiscale participe à la politique économique de chaque pays, en contribuant au financement des dépenses publiques et à la redistribution des revenus.
La politique fiscale peut viser plusieurs objectifs en même temps. Elle peut ainsi chercher à modifier l’effort fiscal demandé aux contribuables comme les modalités de perception des impôts et leur répartition. La politique fiscale peut également viser à réduire la pression fiscale afin de relancer la consommation et de stimuler la croissance.
De très nombreux mécanismes d'incitation fiscale ont été mis en œuvre : encourager les économies d’énergie, prévenir la pollution ou encore récompenser les dons aux œuvres caritatives.

## Politique fiscale des entreprises
,,,